# Mahonia fremontii
Espèce
Classification phylogénétique
Mahonia fremontii ou Berberis fremontii est une espèce de plantes à fleurs de la famille des Berberidaceae et du genre Mahonia. C'est un arbuste originaire des États-Unis et du Mexique.

## Habitat
La plante est native au sud-ouest des États-Unis et dans certaines parties du Mexique. On la trouve par exemple dans le parc national de Zion. Elle pousse dans le chaparral et dans des milieux dégagés. Il s'agit d'un arbuste sempervirens dont la taille peut atteindre 4,5 mètres. Les feuilles ont plusieurs centimètres de long et sont aussi rigide et piquantes que des feuilles de Houx. Les feuilles, de couleur pourpre au départ, deviennent vertes avant de devenir légèrement bleutées en fin de vie. Les inflorescences sont composées de 8 à 12 fleurs jaune clair qui apparaissent en général au printemps et parfois en automne. Chaque fleur se compose de neuf sépales et de six pétales. Le fruit est une baie de 1,5 centimètre dont la couleur varie de jaune à pourpre puis à noir.